# Stephan Spiech
Stephan Spiech (ukrainisch: Степан Спєх; * 13. Juni 1922 in Hłudno bei Przemyśl, Polen; † 22. Februar 2009 in München) war ein ukrainisch-deutscher Komponist und Opernsänger in der Stimmlage Tenor.

## Biografie

### Kindheit und Jugend
Stephan Spiech stammt aus einer polnisch-ukrainischen Familie. Sein Vater Ignatiy Spiech (1893–1971) war Pole, seine Mutter Melania Cherkes (1900–1991) Ukrainerin. Nach dem Kriegsende begann er eine Ausbildung als Sänger, zuerst bei der Konzertsängerin Kläre Frühling-Gerlach (1910–1994) und danach bei Rudolf Gerlach. 1951 emigrierte er in die Vereinigten Staaten und vervollständigte seine Ausbildung am Ukrainischen Institut für Musik in New York unter Ivanna Pryjma (Gesang) und Volodymyr Groudine (Komposition).

### Musikkarriere
Häufig trat Spiech als Solist in Konzerten auf, von ukrainischen Gemeinden gesponsert, um kulturelle, religiöse und geschichtliche Ereignisse zu feiern. Dem amerikanischen Publikum wurde er durch Auftritte im New Yorker Radiosender WNYC bekannt. Zusammen mit Sandor Lakatos (1924–1994) und dessen Zigeuner-Ensemble nahm er ukrainische Volkslieder auf einer Langspielplatte der Firma APON auf, die unter dem Titel „Perlen der Ukraine“ erschienen ist.
Der Mangel an ukrainischen Notenbänden zu jener Zeit gab dem jungen Tenor Gelegenheit, sich als Notengraphiker für ukrainische Musiker, wie etwa den Komponisten Mykola Fomenko und den Violinisten Volodymyr Cisyk, zu betätigen. Auch nach der Beendigung seiner Ausbildung widmete er sich der Notengraphik. So gab er 1963 zusammen mit der Jugendvereinigung YMCA ein Liederbuch heraus, dessen Noten vollständig aus seiner Handschrift kamen.
Gleichzeitig sang er Partien aus italienischen, französischen, deutschen und ukrainischen Werken, so zum Beispiel aus Verdis Aida und Rigoletto, Puccinis Madame Butterfly, Bizets Carmen, Gounods Faust, Massenets Werther, Lysenkos Sappho und Taras Bulba, Dankevychs Bohdan Chmelnytsky, und Hulak-Artemovskys Der Kosake hinter der Donau.

### In Deutschland
1959 kehrte Spiech nach Deutschland zurück und wandte sich mehr und mehr dem Komponieren zu. Er gab Liederkonzerte im Bayerischen Rundfunk.
Seine ehemalige Mentorin, Ivanna Pryjma, hatte ihn nicht nur zum Liedersingen, sondern auch zum Komponieren angeregt. Die ersten drei Lieder aus der Hand von Spiech stammen aus dem Jahr 1955 und gehen direkt auf Pryjmas Einfluss zurück.  Spiech wählte für seine Lieder hauptsächlich Texte ukrainischer Autoren des 19. und 20. Jahrhunderts, wie Taras Schewtschenko, Iwan Franko, Lessja Ukrajinka, Volodymyr Ciuciura, Roman Kupchynsky, Volodymyr Janiw, auch eigene Texte sowie mehrerer deutscher zeitgenössischer Dichter, wie Amanda Schäfer, Eugen-Assmann, Otto Roth, Georg Wegener. Die Sammlung umfasst Lieder für Solisten, Lieder für die Jugend, zwei- und dreistimmige Chöre sowie Melodeklamationen; eine Kantate, die a capella, mit Klavierbegleitung, oder mit Begleitung von Klavier, Flöte und Violine beziehungsweise Cello aufgeführt werden kann. Zahlreiche Übertragungen deutscher Texte ins Ukrainische sowie ukrainischer ins Deutsche stammen aus der Feder der Frau des Komponisten, Irena Katschaniuk-Spiech.
Spiech hält sich in der Regel eng an den Text, zu dem er zuerst die Melodie und dann die dazu passende Begleitung schrieb. Sein Ziel war es immer, durch die Musik das Charakteristische des Textes hervorzuheben, d. h. das Gedicht musikalisch zu untermalen, es sozusagen mit Musik zu umhüllen. Er macht das auf eine ganz persönliche und unkomplizierte Art und Weise, mit simpler Ausdrucksfülle, jedem verständlich aber dennoch tiefgreifend. Als Beispiel seien die Vertonungen zu Volodymyr Janivs „Rozhewi pelustky nadij“ und Svjatoslav Karavanskys „Kolyskowa“ genannt. Beide Lieder sind von einfacher, ja naiver Harmonie, die den volkstümlichen Charakter der Melodien unterstreicht. Als Begleitung benutzt der Komponist Terz und Sext und gebrochene Akkorde als Parallelführung zu den Stimmen, vielleicht um den Klang einer Bandura wiederzugeben. Die Stimmbewegung erfolgt schrittweise, dem volkstümlichen Charakter entsprechend; die Lieder sind diatonisch, nur selten chromatisch. Die Fassungen zu Taras Shevchenkos „Rozryta mohyla“ und Lesia Ukrainkas „Sim strun“ zeigen zwar die Parallelführung in Terz und Sext, aber auch weit mehr chromatische Harmonisierung. Beide Melodeklamationen sind schwermütige Charakterstücke, die eine Geschichte erzählen und eine gewisse Stimmung wiedergeben. Häufiger Taktwechsel spiegelt den dramatischen Inhalt des Textes wider.
Die Musikwissenschaftlerin Hanna Karas beschreibt in ihrer Monographie „Die Musikkultur der ukrainischen Diaspora in der Welt des 20. Jahrhunderts“ die Schaffenszeit von Stephan Spiech wie folgt: „Seine Lieder spiegeln den lyrischen und optimistischen Weltblick wider. Der Komponist schrieb in den Jahren 1955 bis 2005 über 50 Werke – meist für hohe Stimme, da er sie als Tenor auch selbst aufführte. Dabei waren die Themen der Lieder unterschiedlich: Liebe, patriotische Gefühle, Landschaftsbeschreibungen, Nostalgie für die Heimat, aber auch geistliche Themen.“
Spiech ist in München auf dem Waldfriedhof beerdigt.

## Familie
Stephan Spiech heiratete 1964 die aus Lviv in der Westukraine stammende Lehrerin Irena Katschaniuk. Das Paar hatte mit Joseph, Stephan und Andrij drei Söhne. 2006 wurde sein Enkel Nestor Spiech geboren. Die Söhne von Spiech organisieren regelmäßig Konzerte, in denen auch die Werke ihres Vaters aufgeführt werden.

## Konzerte

### Als Sänger
- 1953 fand in New York die Veranstaltung Dritter Literatur- und Kunstmarkt statt, auf der Spiech das Werk von S. Ludkevych O Fluß Cheremosh, mein Bruder aufführte.
- Am 23. Juni 1957 wurde in der Stadt Glen Spey (USA) ein Denkmal zu Ehren des ukrainischen Poeten Ivan Franko eröffnet. Anlässlich dieser Feierlichkeiten sang Spiech das Tenorsolo Hörst Du einst in der Nacht (Text: I. Franko, Musik: D. Sichynsky) sowie Es herrschen Geräusche (Arie aus der Oper „Sappho“ von M. Lysenko).
- 31. Mai 1963: Konzert mit eigenen Kompositionen in München.
- 31. Januar 1976: Konzert mit eigenen Kompositionen für Chor im Haus der Begegnung in München.
- 10. Juli 1977: Uraufführung der eigenen Liturgie für gemischten Chor und Solisten in der ukrainischen Kirche in München-Ludwigsfeld.
- 9. Juni 1982: Konzert mit eigenen Werken in der Lenbachgalerie in München, veranstaltet durch die Zentralvertretung der Ukrainer in München.
- 16. Juli 1989: Aufführung des Werkes Ich wurde dreizehn des ukrainischen Dichters Taras Shevchenko zum Festakt anlässlich des 175. Geburtstags des Dichters, veranstaltet durch die Ukrainische Christliche Arbeitnehmerbewegung in München.

- Am 14. Juli 1990 wurde ein Konzert zu Ehren des ukrainischen Dichters Shevchenko veranstaltet, Festredner waren Roland Pietsch aus Stuttgart und Myroslav Antochiy aus München. Danach trat die Volksgruppe „Bandura“ aus Stuttgart auf, die Solisten waren Svitlana Mykyttschak-Dobrovska (Sopran), Stephan Spiech (Tenor) und Bohdan Sharko (Bariton, Bandura). Die Begleitung am Flügel oblag Oresta Tsybrivska-Miller, die Deklamationen führte Martina Sauer aus.

### Konzerte mit seinen Kompositionen
- 22. Februar 2010: Gedenkveranstaltung anlässlich des ersten Todesjahres in der Stadt Nizhyn, Ukraine.
- 1. April 2017 im Hubertussaal des Schlosses Nymphenburg, München.
- 29. Oktober und 4. November 2017 im Spiegelsaal der Nationaloper Lviv, Ukraine.
- 23. Februar 2020 im Palast der Künste in Lviv, Ukraine.
- 25. Juni und 9. Juli 2021 Aufführungen der Liturgie von Spiech bei Gottesdiensten mit gemischtem Chor und Solisten in Lviv, Ukraine.
- 12. Juni 2022 Jubiläumskonzert zum 100-jährigen Geburtstag von Stephan Spiech im Festsaal des Münchner Künstlerhauses.

## Werke
Spiech war viele Jahre Kantor der Ukrainisch-Katholischen Kirche und komponierte eine Reihe religiöser Werke, darunter die Liturgie des Heiligen Johannes Chrysostomus (1979) für gemischten Chor und Solisten, und die Kantate aus dem Jahr 1988 für Klavier, einen fünfstimmigen Chor und ein Trio. Die Liturgie würdigt das 20-jährige Jubiläum der Apostolischen Exarchie für katholische Ukrainer in Deutschland; die Kantate, mit Text von Uljana Krawtschenko, wurde anlässlich der Tausendjahrfeier der Christianisierung der Ukraine komponiert.
Der Sammelband Kompositionen, eine Liedersammlung, erschien anlässlich des 80. Geburtstags des Komponisten.